# Ozodicera eliana
Ozodicera eliana är en tvåvingeart som beskrevs av Alexander 1954. Ozodicera eliana ingår i släktet Ozodicera och familjen storharkrankar. Inga underarter finns listade i Catalogue of Life.